# Црква Светог Саве у Ераковићима
Црква Светог Саве у Ераковићима, племе Његуши, Цетиње, Црна Гора, српски је православни храм митрополије црногорско-приморске Српске православне цркве. Посвећена је Светом Сави, првом српском архиепискпопу и оснивачу зетског владичанства, чији је култ у тим крајевима био веома јак кроз историју.

## Историјa
Храм је подигнут 1886. године од камена. Освештао ју је митрополит цетињски Митрофан Бан 1898. године, како пише у својим мемоаирма, у славу српског просветитеља. Освештавању су присуствовали књаз Никола и син му Петар. Изнад улаза је звоник на преслицу са простором за три звона, два ниже и један изнад њих. На источној страни је једна полукружна олтарска апсида, а на јужном зиду су два уска прозора. Прозор ближе олтару је нешто већи, а онај ближе улазним вратима, са западне стране, је мањи. Око цркве је лијепо уређено сеоско гробље на којем су сахрањене и неке познатије историјске личности, везане за тај крај: војвода Божо Петровић Његош, дугогодишњи предсједник Владе књажевине Црне Горе и предсједник Сената, синови му Владимир, секретар краља Александра Карађорђевића и Андрија - познати адвокат. Ту су сахрањени и Станко Петровић Његош, командант добровољачког батаљона, Иван Лабуд Петровић Његош, трговац и народни посланик у књажевини Црној Гори, Љиљана Петровић Његош, знаменита његушица. Отац и преци Андрије Поповића, предсједника Либералне партије Црне Горе, су такођер сахрањени поред ове цркве, а међу њима су најпознатији: сердар Перо Поповић, Зеко Машанов Поповић, алајбарјактар и Ђуро Поповић, командир.
Трудом и прилозима становника села Ераковића, Митрополије црногорско-приморске и других доброчинитеља храм је грађевински потпуно обновљен 2009. године, а након тога је усљедила санација иконостаса. На челу одбора за обнову је Ђорђије Р. Петровић Његош, један од директних потомака брата (Ђуро) владике Василија, познати спортиста и уважени грађанин Цетиња и Његуша.